# Unbound Saga
Unbound Saga là một game beat 'em up side-scrolling 2.5D do hãng Vogster Entertainment đồng phát triển và phát hành và cũng là một quyển truyện tranh ngắn được xuất bản bởi Dark Horse Comics. Game được phát hành ngày 16 tháng 7 năm 2009 cho PlayStation Portable qua PlayStation Network, vào ngày 1 tháng 12 năm 2010 cho Xbox 360 qua Xbox Live Arcade. Unbound Saga là câu chuyện về Rick Ajax, một nhân vật truyện tranh, người nhận thức được anh đang trong truyện tranh. Ajax và nhân vật truyện tranh đồng hành Lori Machete tìm cách đối đầu với tay họa sĩ đã tạo ra chúng và được giải phóng khỏi việc chiến đấu liên tục.

## Lối chơi

Unbound Saga diễn ra bên trong một cuốn truyện tranh kể về Rick Ajax, một nhân vật nhận thức được anh ta đang trong truyện tranh và tìm cách đối đầu với người tạo ra mình.

Unbound Saga là game thuộc thể loại beat 'em up side-scrolling 2.5D.  Trò chơi được chơi như thể nhân vật đang đọc truyện tranh. Trong các ô truyện tranh cá nhân, nhân vật người chơi giao chiến với kẻ thù của mình bằng cách kết hợp ba đòn tấn công, có thể kết hợp thành chiêu combo.  Khi một nhân vật bị đánh bại thì bàn tay của họa sĩ gọi là The Maker sẽ xuất hiện và vẽ thêm kẻ thù.  Nhằm hoàn thành một khung truyện, người chơi buộc phải tiêu diệt sạch kẻ thù do The Maker vẽ. Khi hoàn tất một khung truyện, nhân vật sẽ nhảy sang một khung truyện tiếp theo, tương tự như Comix Zone.  Game có nhiều dạng địa lý môi trường khác nhau và bao gồm các khu vực như cống rãnh, khu ổ chuột của thành phố, rừng rậm và lãnh nguyên.
Hai nhân vật do người chơi điều khiển được trong game đều có tư thế chuyển động và phong cách chiến đấu riêng biệt.  sử dụng một phong cách chiến đấu tương tự như đấu vật và cũng có thể ôm và ném kẻ thù ra xa. Tư thế chuyển động của Lori gợi nhớ nhiều hơn về kung fu, và cô có khả năng sử dụng các viên khói để lẻn vào đám đông quân địch.  Người chơi có thể nâng cấp tư thế chuyển động và kỹ năng cùng với việc gia tăng các chiêu thức mạnh hơn.  Hai người chơi có thể lập nhóm để hoàn thành game này trên Xbox 360, mỗi người đều có một nhân vật tương ứng.  Ngoài ra người chơi còn được nhặt và ném các vật thể về phía đối phương. Những vật thể này vỡ thành các vật nhỏ hơn sau mỗi lần sử dụng.

## Cốt truyện
Game kể về Rick Ajax, một nhân vật truyện tranh làm nghề pha chế rượu nhận thức được thực tế rằng anh đang trong truyện tranh. Anh ta biết rõ về người sáng tạo của mình mà anh ấy gọi là The Maker. Một nhân vật thứ hai, Lori Machete, cũng có mặt trong game làm người đồng hành cùng Rick. Họ cùng nhau vượt qua thành phố Toxopolis để đối đầu với The Maker.

## Phát triển và xúc tiến
Unbound Saga lần đầu tiên được hãng Vogster Entertainment công bố dành cho PlayStation Portable tại New York Comic Con năm 2009.  Game được phát hành ngày 16 tháng 7 năm 2009. Vào ngày 23 tháng 4 năm 2010, Vogster thông báo rằng trò chơi đã được chuyển sang Xbox 360.  Bản chuyển đổi này được nhà sản xuất công bố có lối chơi cộng tác, một tính năng vắng mặt trong phiên bản PSP.  Sau đó trò chơi được phát hành trên Xbox Live Arcade vào ngày 1 tháng 12 năm 2010.  Trong một cuộc phỏng vấn với Mike Kennedy từ Vogster Entertainment Kennedy cho biết game chịu ảnh hưởng từ trò Final Fight và Streets of Rage.
Phần hình ảnh của các đoạn phim cắt cảnh trong game được Cliff Richards thực hiện.  Một quyển truyện tranh ngắn được tạo ra và xuất bản bởi Dark Horse Comics cùng chung với game.  Richards còn tạo ra tất cả các họa phẩm cho cuốn truyện tranh.  Mike Kennedy đã nói trong một cuộc phỏng vấn tại St. Louis Comic-Con năm 2009 rằng trò chơi và truyện tranh luôn được phát triển như một, chứ không phải là một bản ăn theo cái khác.  Truyện tranh được ra mắt vào ngày 1 tháng 7 năm 2009.  Những bức tượng nhỏ của phiên bản giới hạn cũng được tạo ra để quảng cáo cho việc ra mắt trò chơi và truyện tranh.

## Đón nhận
Unbound Saga nhận được những đánh giá trái chiều từ giới phê bình.  Game nắm giữ số điểm 52.60% cho PSP tại GameRankings và 56/100 cho PSP tại Metacritic. GameRankings và Metacritic đưa ra các con số tương tự cho phiên bản Xbox 360 của trò chơi, với tổng số điểm tương ứng là 55.86% và 52/100.  Điểm số trên cả hai phiên bản của trò chơi dao động từ mức xếp hạng 30% của Kristan Reed bên Eurogamer cho đến 75% mức xếp hạng từ Jim Sterling và Nick Chester của Destructoid.  Phiên bản Xbox 360 đã bán trên 3.900 bản ngay trong tháng phát hành. Game bán được khoảng 28.000 bản vào cuối năm 2011.
Giới phê bình có quan điểm riêng biệt về lối chơi của Unbound Saga.  Nhà phê bình từ Spazio Games, một trang web trò chơi của Ý, đã so sánh tựa game này với trò Double Dragon và Final Fight.  Nhà phê bình cảm thấy rằng trò chơi này có vẻ như vô giá trị và làm ảnh hưởng đến lối chơi. Carolyn Petit của GameSpot đã chỉ trích game nhiều hơn, gọi nó là "vô tri vô giác". Greg Miller của IGN ghi nhận sự kết hợp của combo và trạng thái nhân vật có thể nâng cấp, nhưng cảm thấy rằng chúng "chưa bao giờ thực sự khuếch đại niềm vui xen kẽ giữa cú đấm và cú đá."  Jim Sterling của Destructoid lưu ý "Trong khi có nhiều combo phức tạp hơn để mở khóa trong quá trình chơi, sự khoái trá và sự bất ổn của Unbound Saga là những nút bấm ra đòn bất tận để đấm, đá và quăng kẻ thù xung quanh mỗi màn chơi."  Đồng nghiệp bình luận gia Nick Chester đã gọi nó là "tựa game beat-'em-up kinh điển".  Mặc dù mang lại những dấu ấn đơn giản trong lối chơi, Chester cảm thấy rằng phiên bản PSP của trò chơi lẽ ra phải nhận được lối chơi cộng tác. Mike Jackson của GamesRadar đã đánh giá cao việc bổ sung lối chơi cộng tác trên phiên bản Xbox 360, nhưng những người chơi có ước muốn được tham gia hoặc rời đi một cách nhanh chóng.

Các nhà phê bình rất phổ biến trong việc ca ngợi nét vẽ truyện tranh và phần lồng tiếng trong các đoạn phim cắt cảnh của trò chơi. Nhà phê bình từ Spazio Games cảm thấy rằng những đoạn phim cắt cảnh được dàn dựng khá tốt và được thực hiện một cách chuyên nghiệp.  Carolyn Petit của GameSpot nói rằng "những đoạn phim cắt cảnh là điểm nhấn của trò chơi và có nét vẽ truyện tranh tuyệt đẹp", và thêm vào "các diễn viên lồng tiếng đã làm một công việc tốt".  Jim Sterling của Destructoid đã gọi phần hình ảnh "truyện tranh có sạn dường như không được giống cel shading cho lắm" và thêm vào "giọng lồng tiếng cũng tốt như vậy".  Nick Chester đồng ý với người đồng đánh giá và nói thêm "không nghi ngờ gì nữa, những đoạn phim cắt cảnh như bước ra từ truyện tranh mang tính sống động của trò chơi là hoàn toàn tuyệt vời."  Mike Jackson của GamesRadar đã thích thú trước câu pha trò của nhân vật. Ông nói rằng game "khá hài hước với vẻ hóm hỉnh của người lớn." Ông cũng cảm thấy rằng cốt truyện được viết tốt, các nhân vật ngay lập tức hóa thành dễ thương, và trò chơi có một "phong cách truyện tranh tuyệt vời."  Brian Rowe của GameZone  đã rất hài lòng với nhạc nền của trò chơi và cho là "ngầu lạ thường."